# Noah Lyles
Noah Lyles (Gainesville, Florida, 18. srpnja 1997.) američki je atletičar, sprinter koji se natječe na 100 m i 200 m. 
Na Svjetskom prvenstvu u Budimpešti 2023., Lyles je postao prvi čovjek nakon Usaina Bolta koji je postigao trijumf u tri sprinterske discipline na jednom svjetskom prvenstvu (100 m, 200 m i štafeta 4x100 m). Lylesov osobni rekord od 19,31 sekundi na 200 m američki je rekord, a rezultat je treći najbrži na svijetu svih vremena. Lyles je peterostruki prvak Dijamantne lige.
Lyles se kao dijete bavio gimnastikom, dok se atletikom počeo baviti s 12 godina. Njegovi roditelji, Keisha Kane i Kevin Lyles, natjecali su se u atletici na Sveučilištu Seton Hall. Noah je pohađao srednju školu u Aleksandriji, blizu Washingtona.
Lyles je predstavljao Sjedinjene Države na Olimpijskim igrama mladih 2014. gdje je osvojio zlatnu medalju na 200 m.  Iako se nije kvalificirao za Ljetne olimpijske igre 2016., iste se godine kvalificirao za Svjetsko prvenstvo za juniore (do 20 godina), gdje je osvojio dvostruku zlatnu medalju, pobijedivši na 100 m i štafeti 4x100 m. 
Na velikoj nadmorskoj visini, u uvjetima rijetkog zraka 2017. u Albuquerqueu, Novi Meksiko, Lyles je istrčao svjetski rekord na 300 metara u dvorani od 31,87 s. Međutim, ozljede su ga spriječile da se natječe veći dio sezone i zbog toga je propustio Svjetsko prvenstvo 2017.
Na mitingu u Lausannei 2019. istrčao je svoj osobni rekord na 200 metara 19.50 (-0.1) i potom se pomaknuo na četvrto mjesto na listi najbržih 200 metara svih vremena. Lyles je osvojio zlatne medalje na 200 m i štafeti 4 × 100 m na Svjetskom prvenstvu održanom u Dohi.
Dana 4. kolovoza 2021. Lyles je osvojio brončanu medalju na Olimpijskim igrama u Tokiju 2020. u finalu na 200 metara s vremenom 19,74 sekunde.
Dana 21. srpnja 2022., tijekom Svjetskog prvenstva u Eugeneu, Lyles je osvojio svoj drugi naslov svjetskog prvaka na 200 m i srušio dugogodišnji nacionalni rekord Michaela Johnsona od 19.32 istrčavši 19.31, što ga je pomaknulo na treće mjesto svjetske liste svih vremena.
Dana 20. kolovoza 2023. na Svjetskom prvenstvu održanom u Budimpešti Lyles je osvojio zlato na 100 metara istrčavši osobni rekord od 9,83 sekunde. Dva dana kasnije, 25. kolovoza 2023. osvojio je zlatnu medalju u finalu na 200 metara s vremenom 19.52. Ovo mu je treće zlato na 200 m i ukupno peto zlato na svjetskim prvenstvima u atletici. Sa svoje tri zlatne medalje na 200m na Svjetskom prvenstvu Lyles je prestigao Michaela Johnsona (2 medalje) i Calvina Smitha (2 medalje) i to ga stavlja na drugo mjesto najuspješnijeg atletičara na 200m na Svjetskom prvenstvu, tek iza Usaina Bolta koji je osvojio četiri zlatne medalje.
Pobijedio je u utrci na 100 m na Olimpijskim igrama u Parizu 2024. godine te je osvojio broncu na 200 m na istim Igrama.